# Giuseppe Bruno (cardinale)
Giuseppe Bruno (Sezzadio, 30 giugno 1875 – Roma, 10 novembre 1954) è stato un cardinale italiano.

## Biografia
Sacerdote ad Acqui, fu professore di diritto al pontificio ateneo Sant'Apollinare.
Papa Pio XII lo creò cardinale nel concistoro del 18 febbraio 1946 e gli assegnò la diaconia di Sant'Eustachio.
Fu prefetto della congregazione del Concilio (1949-1954), camerlengo del Sacro Collegio cardinalizio, prefetto della Segnatura apostolica e presidente della commissione e per l'interpretazione dei testi legislativi (1954).
Ammalato di cancro al fegato, morì nel 1954.